# Foce Canale Giancola
Foce Canale Giancola este o arie protejată (arie specială de conservare — SAC, sit de importanță comunitară — SCI) din Italia întinsă pe o suprafață de 54 ha, integral pe uscat.

## Localizare
Centrul sitului Foce Canale Giancola este situat la coordonatele 40°41′03″N 17°52′03″E / 40.684167°N 17.8675°E.

## Înființare
Situl Foce Canale Giancola a fost declarat sit de importanță comunitară în iunie 1995 pentru a proteja 11 specii de animale. Situl a fost protejat și ca arie specială de conservare în martie 2018.

## Biodiversitate
Situată în ecoregiunea mediteraneană, aria protejată conține 2 habitate naturale: Iazuri temporare mediteraneene, Pășuni mediteraneene udate de apa mării (Juncetalia maritimi).
La baza desemnării sitului se află mai multe specii protejate:
- păsări (10): privighetoare-de-baltă (Acrocephalus melanopogon), pescăruș albastru (Alcedo atthis), stârc roșu (Ardea purpurea), erete de stuf (Circus aeruginosus), egretă mică (Egretta garzetta), găinușă de baltă (Gallinula chloropus), stârc pitic (Ixobrychus minutus), stârc de noapte (Nycticorax nycticorax), cresteț pestriț (Porzana porzana), chiră de mare (Thalasseus sandvicensis)
- nevertebrate (1): Coenagrion mercuriale

Pe lângă speciile protejate, pe teritoriul sitului au mai fost identificate 2 specii de plante, 3 specii de nevertebrate.